# سر ارنست آلفرد تامپسون والیس باج
سر ارنست آلفرد تامپسون والیس باج (انگلیسی: E. A. Wallis Budge; ۲۷ ژوئیهٔ ۱۸۵۷ – ۲۳ نوامبر ۱۹۳۴) دانشمند در زمینه مصرشناسی اهل بریتانیا بود. او مترجم کتاب مصری مردگان از زبان مصر باستان به انگلیسی است.
وی همچنین برندهٔ جوایزی همچون شوالیه (عنوان) شده‌است.